# 北海道蘭越高等学校
北海道蘭越高等学校（ほっかいどうらんこしこうとうがっこう）は、北海道磯谷郡蘭越町にある公立（道立）の高等学校である。全日制普通科。

## 沿革
- 1948年（昭和23年） - 北海道倶知安農業高等学校の南尻別分校として開校。
- 1951年（昭和26年） - 北海道蘭越高等学校として独立。
- 2005年（平成17年） - 2学期制に移行。

## 部活動
部
- 野球部
- バドミントン部
- 茶道部

同好会
- 音楽同好会
- 国際交流同好会
- 理科同好会
- スキー同好会